# Lokalisatie (computerspelterm)
Lokalisatie, met betrekking tot computerspellen, is het aanpassen van de spelsoftware en computerhardware voor een bepaald land of regio. Naast het vertalen van tekst naar een andere taal omvat het proces ook aanpassingen aan de graphics, het herontwerpen van verpakkingen en handleidingen, nieuwe stemopnames, het aanpassen van hardware, en het redigeren van gedeeltes die mogelijk gevoelig kunnen liggen voor een bepaalde culturele omgeving.
Het doel van lokaliseren is om een vermakelijke en duidelijke spelervaring te creëren voor de speler, door te letten op specifieke culturele context, met behoud van de oorspronkelijke opzet. Hierdoor krijgt de speler het gevoel dat de content voor hem is geschreven, wat zal leiden tot meer diepgang in het spel.
De beslissing om een computerspel te lokaliseren hangt met name af van de potentiële winst die in dat land of regio kan worden gemaakt. Soms lokaliseren de ontwikkelaars zelf, maar het kan ook door een derde partij worden gedaan. Een voorbeeld hiervan is een vertaalbureau of een geluidsstudio met stemacteurs. Er is echter geen duidelijke consistentie voor wat betreft lokalisatie. Soms geeft een ontwikkelaar geen prioriteit of budget aan de lokalisatie van een spel, maar het kan ook afhangen van de vraag in een bepaalde regio. Zo worden veel spellen voor Europa standaard vertaald naar het Duits, Spaans en Frans. Dit is volgens Sony-baas David Reeves dan ook een belangrijke reden waarom spellen pas veel later uitkomen voor Europa.

## Geschiedenis
De geschiedenis van de lokalisatie bij computerspellen kan al vroeg worden teruggevonden, bijvoorbeeld bij het spel Pac-Man uit 1980. De originele Japanse titel is Puck-Man, maar werd voor de Verenigde Staten gewijzigd omdat het te veel op een obsceen woord leek.

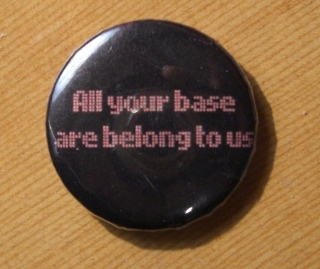
Een button met daarop een bekende zin uit Zero Wing in het Jenglish.

Een veel voorkomend probleem bij vertalingen is dat de oorspronkelijke teksten korter zijn dan de vertaalde tekst. Hierdoor moeten er soms blokken tekst worden geschrapt ten nadele van het verhaal. Dit is met name bij rollenspellen het geval die veel tekst bevatten. Een ander probleem is het zeer beperkte tijdschema waarin een lokalisatie plaats moet vinden, of het ontbreken van de context van het oorspronkelijke verhaal. Dit resulteert soms in vertalingen die verwarrend zijn. Verkeerde vertalingen ontstonden van oudsher wanneer een programmeur met een woordenboek tekst probeerde te vertalen. Een voorbeeld van een slechte vertaling in het Jenglish is terug te vinden in het spel Zero Wing met de bekende zin "All your base are belong to us", dat uitgroeide tot een populaire internetmeme.
Vanaf de jaren 2000 werden teksten opgeslagen in ASCII-formaat en zorgde voor eenvoudiger vertalen. Doordat spellen vaker videofragmenten kregen moesten de stemacteurs ook meer letten op lipsynchronisatie.
Moderne computerspellen bevatten veel meer tekst en dialogen dan de vroegere spellen. Het actierollenspel Fable II uit 2008 werd gelokaliseerd naar vijf talen en bestaat uit 270 acteurs en 130 medewerkers.
Vanaf de jaren 2010 worden computerspellen ontworpen als internationaal spel. Hierdoor is het mogelijk om met kleine aanpassingen het spel sneller te lokaliseren en op de markt te brengen. Doordat hedendaagse spellen door een brede leeftijdsgroep worden gespeeld moet een gelokaliseerd spel zoveel mogelijk spelers aanspreken. Vaak krijgt een vertaler veel creatieve ruimte om nieuwe grappen of verwijzingen toe te voegen om het spel aantrekkelijk te maken. Zo spreekt een koopman in het spel Final Fantasy X-2 met een typisch cockney-accent, terwijl in de oorspronkelijke Japanse versie geen aanwijzing hiervoor aanwezig is.

## Fanvertalingen
Fanvertalingen zijn vertalingen van een computerspel die door fans worden gedaan, bijvoorbeeld omdat de ontwikkelaar het spel niet vertaalt. Vaak zijn dit amateurvertalers die een spel graag in hun eigen taal willen spelen, of om iets te kunnen betekenen voor de game-gemeenschap. Deze fanvertalingen zijn terug te vinden bij bepaalde Japanse spellen die naar het Engels worden omgezet.
De eerste fanvertalingen werden gedaan door Oasis, een Nederlandse groep die bestond uit Dennis Lardenoye en Ron Bouwland. Ze waren fans van de MSX-spellen Snatcher en Dragon Slayer: The Legend of Heroes, en vertaalden deze in respectievelijk 1993 en 1995. Andere fanvertalingen van Oasis zijn Fray in Magical Adventure, Rune Master 3, Xak en Ys.
Zelden wordt er door uitgevers aanspraak gemaakt op auteursrechtenschending van fanvertalingen. Dit komt voornamelijk doordat de lokalisatie niet commercieel aantrekkelijk wordt bevonden, en de vertaling daarom niet kan worden beschouwd als verloren omzet.

## Typen lokalisatie
- Taal- en cultuurlokalisatie, voor vertalingen en culturele context
- Hardware en software, aanpassingen tussen PAL- en NTSC-regio's of de indeling van knoppen
- Titels, om een spel aantrekkelijker te maken worden titels soms aangepast
- Wettelijke redenen, bijvoorbeeld vanwege leeftijdsrestricties
- Graphics en muziek, aanpassingen aan kleding, achtergronden, symbolen en muziekvoorkeur kan onderdeel zijn van een lokalisatie

Lokalisaties zijn er in verschillende gradaties. Zo kan er worden gekozen om alleen een verpakking te vertalen, een handleiding in meerdere talen, de ondertitels en teksten in het spel, en ten slotte kan men kiezen om een spel geheel te vertalen door ook stemacteurs de stemmen opnieuw in te laten spreken. Omdat dit laatste een kostbare en tijdrovende optie is wordt dit meestal alleen door grote spelontwikkelaars gedaan.

## Voorbeelden
- Het Japanse spel Zero kwam in de Verenigde Staten uit als Fatal Frame en in Europa als Project Zero. In versies buiten Japan werden de verwijzingen naar schooluniformen aangepast.
- De Master System was oorspronkelijk een Japanse exportversie, bekend onder de naam Sega Mark III.
- De Mega Drive kwam in de Verenigde Staten vanwege patentrechten uit als Sega Genesis, waarbij het logo een scherp metaalkleurig ontwerp heeft.
- De NES en SNES heten in Japan respectievelijk de Famicom en Super Famicom. In Zuid-Korea heten ze Comboy en Super Comboy.
- De SNES heeft in Europa en Japan een rond uiterlijk met gekleurde knoppen op de gamepad, in de VS heeft het model rechte hoeken en blauwe knoppen. De vorm van de cartridge is onderdeel van een regioslot.
- Het spel Bionic Commando uit 1987 bevat referenties naar Hitler, en kreeg naast een naamsverandering ook een aanpassing van alle nazi-verwijzingen in het spel.
- Een aantal spellen in de Castlevania-serie zijn voor de internationale markt aangepast waarbij alle verwijzingen naar het christendom ontbreken.
- In het spel Mortal Kombat is in de SNES-versie het bloed van de tegenstander veranderd naar zweet.
- In de Carmagedon-serie zijn voor Duitsland en het Verenigd Koninkrijk de mensen die je als racer verplettert veranderd in Zombies. Deze landen vonden onschuldige burgers doodrijden zeer gewelddadig en ongepast.
- In Final Fantasy Legend II werden opiumsmokkelaars aangepast naar bananensmokkelaars.
- Het spel Hearts of Iron werd verboden in China omdat het Tibet, Xinjiang en Mantsjoerije als onafhankelijke naties weergeeft.
- Het arcadespel Contra kwam in Europa uit als Gryzor. Een port voor de NES verscheen als Probotector waarin de menselijke hoofdrolspelers zijn vervangen door robots.
- LEGO City Undercover is volledig gelokaliseerd, waarbij zelfs de figuren op straat een eigen stem hebben.